# Església de Déu Societat Missionera Mundial
l'Església de Déu Societat Missionera Mundial (en coreà: 하나님의교회 세계복음선교협회) (en anglès: World Mission Society Church of God) és una denominació cristiana amb influències orientals fundada per Ahn Sahng-hong l'any 1964. L'església creu que ell és la segona vinguda de Crist. Ahn Sahng-Hong va ser batejat el 1948 i va morir el 1985, l'actual líder de l'església és la seva esposa espiritual Jang Gil-ja, coneguda pels seus seguidors com "la Mare Celestial", i el Pastor General és Kim Joo-Cheol. La seu central es troba a Bundang, ciutat Sungnam, Província de Kyunggi, aproximadament a una hora de Seül.
Els seguidors d'aquest culte creuen que Jang Gil-ja és Déu Mare, i que apareix en la Bíblia com la Nova Jerusalem en el versicle Gàlates 04:26, i que Ahn Sahng-Hong és Déu Pare. L'església es refereix al sistema de la família terrenal com una còpia i l'ombra del sistema de la família celestial (Hebreus 8:5), que consisteix en un Pare Celestial, la Mare Celestial, i els germans i germanes espirituals.

## Creences
Les dues creences fonamentals en poder de l'església és la seva afirmació que Ahn Sahng-Kong va ser la Segona Vinguda de Jesús, i que només aquells que guarden la Pasqua i obeeixen els seus manaments se salvaran. L'església cita Jaume 2:26, "Com el cos sense esperit és mort, així també la fe sense obres és morta." Altres creences importants són:
- Sabbat o dissabte, va ser creat per Déu com la realització del "dia de repòs de Jehovà".
- Ànima, tots els éssers humans són els àngels que han vingut a la terra després de pecar en el cel", una creença transmesa per Ahn Sahng-hong.
- El Baptisme, neteja l'ànima i expia el pecat del creient. Els seguidors són batejats en el nom del Pare (Jehovà) el Fill (Jesús) i de l'Esperit Sant (que l'Església creu que és Ahn Sahng-hong (Apocalipsi 3:11-13)).
- La Santíssima Trinitat es compon de les tres persones masculines de Déu. Ells ensenyen que realment només hi ha una sola persona de Déu i que apareix sigui com a Pare, Fill o Esperit Sant, segons sigui necessari. Cada un, és només un paper de Déu, de la mateixa manera que qualsevol home pot assumir el paper de pare, fill o espòs. Un dels textos específics utilitzats és Isaïes 09:06, on el fill profetitzat de Déu (Jesús) és també anomenat "Pare etern", que significa "Déu Pare" i "Meravellós conseller", ja que el conseller és l'Esperit Sant (Joan 14:26)
- Vel, totes les dones porten el vel durant els serveis, d'acord amb la norma de Primera Epístola als Corintis 11:4-5.

### Videos
- Déu Mare YouTube (castellà)
- La Pasqua YouTube (castellà)
- Vel YouTube (castellà)